# Śpiewam życie
Śpiewam życie – album polskiej piosenkarki Edyty Geppert i zespołu klezmerskiego Kroke. Wydawnictwo ukazało się 2 października 2006 roku nakładem wytwórni muzycznej Agencja Artystyczna Edyta w dystrybucji EMI Music Poland.
Nagrania dotarły do 11. miejsca zestawienia OLiS. 15 grudnia 2010 roku płyta uzyskała certyfikat złotej. 

## Lista utworów
Opracowano na podstawie materiału źródłowego.
1. "Śpiewam życie /Ajde Jano/" (sł. A.Poniedzielski, muz. lud.)
2. "Zrób coś z sobą" (sł. E.Mościbrodzka, muz. K.Gärtner) (na płycie podany jest błędny inicjał imienia: autorką tekstu jest Dorota Mościbrodzka)[5]
3. "Opuszczona" (sł. I.Manger, sł. pol. J.Ficowski, muz. T.Bajerski)
4. "Wyjaśnienie" (sł. Z.Ginczanka, muz. T.Bajerski)
5. "Meshuge" (sł. B.Ptak, muz. K.Gärtner)
6. "Lata młode" (sł. pol. M.Hemar, muz. i sł. M.Gebirtig)
7. "Gdzie ja byłam, gdzie" (sł. pol. J.Cygan, sł. i muz. trad.)
8. "Pieśń I z Antygony" (sł.Sofokles, tłum. S.Hebanowski, muz. Z.Jaremko)
9. "Gdy jedna łza" (sł. J.Cygan, muz. L.Kozłowski)
10. "Kamień i mgła" (sł. A.Poniedzielski, muz. R.Ziemlański)
11. "Największy teatr świata" (sł. M.Czapińska, muz. J.Satanowski)
12. "Władza" (sł. i muz. M.Grechuta)
13. "Więc nie dziw się" (sł. J.Ficowski, muz. A.Rybiński)
14. "Los" (sł. R.Putzlacher-Buchta, muz. trad.)